# Rhizogonium distichum
Rhizogonium distichum là một loài rêu trong họ Rhizogoniaceae. Loài này được (Sw.) Brid. mô tả khoa học đầu tiên năm 1827.